# مقاطعة إيتوا (ألاباما)
مقاطعة إيتوا (بالإنجليزية: Etowah County, Alabama)‏ هي إحدى مقاطعات ولاية ألاباما في الولايات المتحدة. تأسست سنة 1866، بلغ عدد سكانها 104430 نسمة في عام 2010 حسب إحصاء مكتب تعداد الولايات المتحدة وتصل الكثافة السكانية فيها 75 نسمة/كم2.

## وصلات خارجية
- www.etowahcounty.org